# European Master's in Translation
 (avril 2012).
Si vous disposez d'ouvrages ou d'articles de référence ou si vous connaissez des sites web de qualité traitant du thème abordé ici, merci de compléter l'article en donnant les références utiles à sa vérifiabilité et en les liant à la section « Notes et références ».
Pour les articles homonymes, voir EMT.
European Master's in Translation (EMT, ou en français « Master européen en traduction ») est un partenariat entre la direction générale de la traduction (DGT) de la Commission européenne et les établissements d’enseignement supérieurs offrant un cursus en traduction. Ce partenariat se concrétise par l’attribution du label EMT aux formations satisfaisant à des critères de qualité définis par la DGT. Les universités et établissements qui obtiennent ce label deviennent membre du réseau EMT.

## European Master's in Translation
Le master européen en traduction, en anglais « European Master’s in Translation », est souvent désigné par le sigle EMT. Ce projet est le fruit du partenariat entre la Commission européenne et les établissements d’enseignement supérieur européens proposant des masters en traduction de qualité. Le projet EMT a vu le jour en 2006, lors d’une conférence de la DGT à Bruxelles sur la formation des traducteurs et l’évolution de la profession. Il a été créé, entre autres, pour répondre à l’augmentation de la demande en traduction et services liés de qualité. À terme, son principal objectif est de valoriser la profession de traducteur au sein de l’Union européenne.

### Organisation de l'EMT
L’EMT définit des normes de qualité pour la formation des traducteurs. Ces normes correspondent aux compétences et aptitudes professionnelles que doivent posséder les étudiants à la fin de leurs deux années de master. Toutefois, ces compétences ne sont qu’un cadre global. L’EMT met l’accent sur un socle minimal de compétences professionnelles à acquérir plutôt que sur le contenu particulier d’un programme ou sur une méthode de formation spécifique. Ces derniers sont laissés à la discrétion des universités. Les établissements peuvent également adapter leur programme pour répondre aux besoins du marché local. Par ailleurs, d’autres programmes de formation en lien avec la traduction peuvent postuler pour autant qu’ils répondent à un certain nombre des critères définis dans le socle de compétences. 

### Socle de compétences
Le socle de compétences repose sur six « domaines de compétences ». Si les programmes de formation permettent aux étudiants d’acquérir ces compétences, ils reçoivent le label de qualité EMT. Les domaines de compétences sont interdépendants et aucun de ces domaines ne prédomine sur les autres. Les six domaines de compétences sont les suivants :
- Compétences en matière de prestation de services de traduction. Ces compétences ont à la fois une dimension interpersonnelle et de production. Les futurs traducteurs doivent savoir gérer les relations avec la clientèle mais également avec leurs collaborateurs (chef de projet et autres traducteurs), s’adapter aux besoins du marché, et être organisés (gestion du temps, du stress, du budget et de la formation continue). La dimension de production concerne la traduction à proprement parler. Les futurs traducteurs doivent maîtriser toutes les étapes de la traduction d’un document de manière appropriée selon les demandes du client. Il s’agit de la compétence centrale du socle.
- Compétences linguistiques. Il s’agit ici de la maîtrise des langues sources et cible. Les étudiants des programmes EMT doivent maîtriser deux langues de travail au niveau C1 du cadre européen commun de référence pour les langues, en plus d’une parfaite maîtrise de leur langue maternelle.
- Compétences interculturelles. La capacité de résumer un texte et de comprendre des informations comportant des références culturelles fait partie de ces compétences, qui supposent également de connaître les conventions et normes d’écriture dans les langues cibles.
- Compétences en matière d’extraction d’informations. Il s’agit là de la capacité de rechercher des informations et de recouper plusieurs sources d’informations. Pour cela, les futurs traducteurs doivent savoir identifier leurs besoins en information et documentation et traiter les informations en évaluant la fiabilité des documents. Ils doivent donc avoir une parfaite maîtrise des outils de recherche (dictionnaires, moteurs de recherche, bases de données, etc.).
- Compétences technologiques. La maîtrise des outils technologiques qu’il s’agisse des outils d’aide à la traduction, de recherche documentaire, de bureautique est également importante pour les futurs traducteurs. Les traducteurs doivent s’adapter aux différents formats de documents et supports techniques. Ils doivent également connaître les possibilités et limites de la traduction automatique.
- Compétences thématiques. Les futurs traducteurs doivent se spécialiser dans un domaine pour devenir un professionnel de la traduction, et donc développer leurs connaissances dans leur domaine de spécialité.

Les formations répondant à ces normes de qualité se voient attribuées le label EMT.

## Le label EMT
Le label EMT est un label de qualité attribué aux masters de traduction répondant aux critères qualitatifs du socle de compétences élaboré par la DGT. Ce label est une reconnaissance de la haute qualité du programme de formation en traduction. 
Le logo et le sigle EMT sont des marques déposées depuis le 14 octobre 2011. Seuls les programmes qui se sont vus attribuer le label peuvent utiliser le logo et la mention « membre/observateur du réseau EMT ». Ils reçoivent également un certificat d’adhésion à l’EMT.

## Le réseau EMT
Le lancement du réseau EMT a eu lieu en 2009. Une deuxième procédure de sélection a eu lieu en 2010 et une troisième en 2014. À l’issue de cette procédure de sélection, 20 programmes de formation en traduction ont rejoint le réseau EMT. Les universités rejoignent le réseau pour une période maximale de cinq ans. Les membres peuvent renouveler leur demande d’adhésion à l’issue de cette période. La prochaine procédure de sélection se déroulera en 2019. 
L’objectif du réseau est la coopération et la promotion des échanges entre ses membres. Les membres débattent de l’évolution du réseau, de l’EMT ainsi que de l’avenir de la traduction. Des conférences EMT se tiennent annuellement et le réseau EMT possède son propre wiki (wiki EMT) qui permet à ses membres d'échanger. 

### Admissibilité
Les programmes de formation en traduction correspondant aux critères EMT et issus des pays membres de l’Union européenne sont membres de plein droit du réseau EMT après la sélection. Les programmes éligibles issus des pays hors Union européenne peuvent se voir octroyer le statut d’observateur s’ils sont retenus à l’issue de la procédure de sélection. Les pays éligibles n’appartenant pas à l’Union européenne sont les pays candidats et candidats potentiels à l’adhésion à l’UE, les pays participant à la politique européenne de voisinage (PEV), les pays de l’Espace économique européen (EEE), la Suisse et la Russie. 
En 2010, 93 établissements d’enseignement supérieur ont répondu à l’appel aux candidatures qui se clôturait en décembre (dont deux établissements d’un pays non membre de l’Union européenne). 53 d’entre eux sont devenus membres à part entière du réseau EMT, la maîtrise en traduction de l’université de Genève (Suisse) ayant rejoint le réseau avec le statut d’observateur.
En 2014, 114 établissements de 28 pays (25 états membres de l'Union européenne et 3 tiers) ont postulé (les membres devaient représenter une candidature) ; 64 candidatures ont été retenues, dont 2 à titres d'observateurs.

### Membres
En 2014, 64 programmes sont membres/observateurs du réseau EMT contre 54 en 2010 :
| Allemagne   | - MA Fachübersetzen, Fachhochschule Köln, Institut für Translation und Mehrsprachige Kommunikation (Cologne) - Master Translatologie, Universität Leipzig, Institut für Angewandte Linguistik und Translatologie (Leipzig) |
| Autriche    | Übersetzen – Masterstudium, Universität Wien, Zentrum für Translationswissenschaft (Vienne) |
| Belgique    | - Master in het vertalen, Haute école Lessius (Anvers) - Master en traduction, Université catholique de Louvain (UCLouvain), Louvain School of Translation and Interpreting - anc. Marie Haps (Louvain-la-Neuve) - Master en traduction, ISTI, Haute École de Bruxelles - Master in het vertalen, University College Ghent, Faculty of Translation Studies (Gand) - Master en traduction, Université de Mons, Faculté de Traduction et d'interprétation (2014-2019) - Master in het vertalen, Université d'Anvers, Faculté des Arts et de Philosophie (2014-2019) - Master of Arts in het vertalen, Vrije Universiteit Brussel, Faculté des Arts et de Philosophie (Bruxelles) (2014-2019) |
| Bulgarie    | - Магистърска програма: Превод, Sofia University “St. Kliment Ohridski”, Faculty of Classical and Modern Philology (Sofia) - Транслатология с (английски, немски, руски, френски език), University of Veliko Tarnovo (2014-2019) |
| Danemark    | Kandidatuddannelsen i sprog og international erhvervskommunikation med profilen Translatør/tolk, Aarhus Universitet, Handelshøjskolen i Aarhus (Aahrus) |
| Espagne     | - Traducción, Interpretación y Estudios Interculturales, Universitat Autònoma de Barcelona, Facultat de Traducció i d‘Interpretació (Barcelone) (?-2014) - Máster en Estudios de Traducción : Estrategias y Procedimientos, Universitat Pompeu Fabra, Departament de Traducció i Ciències del Llenguatge (Barcelone) (?-2014) - Máster Universitario en Comunicación Intercultural, Interpretación y Traducción en los Servicios Públicos, Universidad de Alcalá de Henares, Departamento de Filología Moderna (Madrid) - Máster en Traducción Jurídica-Financiera, Universidad Pontificia Comillas, Departamento de Traducción e Interpretación (Madrid) - Máster en Traducción y Mediación Intercultural, Universidad de Salamanca, Departamento de Traducción e Interpretación (Salamanque) - Máster en Traducción Profesional e Institucional, Universidad de Valladolid, Facultad de Traducción e Interpretación (Valladolid) - Màster Universitario en Traducción Medicosanitària, Universitat Jaume I (Castelló de la Plana) (2014-2019) |
| Finlande    | - Monikielisen viestinnän ja käännöstieteen koulutusohjelma, University of Tampere, School of Modern Languages and Translation Studies (Tampere) - Kääntämisen ja tulkkauksen linjat, kieli- ja käännöstieteiden laitos, University of Turku, School of Languages and Translation Studies (Turku) - Filosofian maisterin tutkinto: englannin/saksan/venäjän kieli ja kääntäminen, University of Eastern Finland (Joensuu) (2014-2019) |
| France      | - Master Rédacteur / Traducteur, Université de Bretagne Occidentale, UFR Langues et Communication (Brest) - Master de Traduction, spécialité Master professionnel Métiers de la Traduction - LEA, Aix-Marseille Université, Département Langues Étrangères Appliquées (Aix/Marseille) (?-2014) - Master Traduction spécialisée multilingue, Université Stendhal – Grenoble 3, UFR de Langues et civilisations étrangères (Grenoble) - Master en Traduction Spécialisée Multilingue : technologies et gestion de projets (TSM), Université Charles-de-Gaulle — Lille 3, UFR des Langues Étrangères Appliquées (Roubaix) - Master "Langues étrangères appliquées, spécialité technologies de la traduction" (TeTra), Université de Lorraine, UFR Lettres et Langues (Metz) - Industrie de la langue et traduction spécialisée, Université Paris Diderot Paris 7, UFR EILA (Paris) - Master professionnel, spécialité : Traduction éditoriale, économique et technique, ESIT, Université Sorbonne Nouvelle – Paris 3 (Paris) - Master en Management, Communication et Traduction, ISIT (Paris) - Master Métiers de la traduction-localisation et de la communication multilingue et multimédia, Université Rennes 2, UFR Langues, (Rennes) - Master Professionnel Traduction Interprétation, Université de Toulouse-Le Mirail, IUP Traduction Interprétation (Toulouse) - Master en Traductions Scientifiques et Techniques (TST) , Université de Haute-Alsace (UHA), FLSH, Département de Langues Etrangères Appliquées (LEA) (Mulhouse) (2014-2019) - Master parcours traduction professionnelle, domaines de spécialité ; - Master parcours traduction audiovisuelle et accessibilité ; - Master parcours traduction littéraire, Université de Strasbourg, UFR Langues et Sciences Humaines Appliquées, Institut de Traducteurs, d'Interprètes et de Relations Internationales (2014-2019) |
| Hongrie     | - Nemzetközi két idegennyelvű szakfordító szakirányú továbbképzési szak, BME Gazdaság- és Társadalomtudományi Kar, Idegennyelvi Központ (Budapest)(?-2014) - Fordító Mesterképzési Szak, ELTE University Budapest, ELTE FTT (Department of Translation and Interpreting) (Budapest) |
| Irlande     | - MA in Translation Studies / MA i Staidéar an Aistriúcháin , Dublin City University, School of Applied Language and Intercultural Studies (Dublin) - MA Léann an Aistriúcháin, Ollscoil na hÉireann, Gaillimh, Acadamh na hOllscolaíochta Gaeilge (Galway)(?-2014) - MS in Translation Technology, Dublin City University, School of Applied Language and Intercultural Studies |
| Italie      | - Laurea magistrale in Traduzione specializzata, Università di Bologna, Scuola Superiore di Lingue Moderne per Interpreti e Traduttori (Forlì) - Corso di laurea specialistica in Traduzione, Università LUSPIO, Facoltà di Interpretariato e Traduzione (Rome) - Laurea Specialistica in Traduzione, Università degli studi di Trieste, Scuola Superiore di Lingue Moderne per Interpreti e Traduttori (Trieste) - Laurea magistrale in Traduzione Specialistica e Interpretariato di Conferenza, IULM University of Milan (2014-2019) |
| Lettonie    | - Profesionālo studiju programma : Tulkotājs, Latvijas Universitāte, Humanitāro zinātņu fakultāte (Riga) - Juridisko tekstu tulkošana, Ventspils Augstskola (Ventspils) |
| Lituanie    | Vertimas, Vilniaus universitetas (Vilnius) |
| Pologne     | - Studia drugiego stopnia ; kierunek : kulturoznawstwo, specjalność : językoznawstwo, specjalizacja "przekład i komunikacja międzykulturowa", Jagiellonian University of Kraków, UNESCO Chair for Translation Studies and Intercultural Communication (Cracovie) (?-2014) - Studia magisterskie w zakresie tłumaczenia specjalistycznego i zawodowego, Uniwersytet Adama Mickiewicza, Wydział Neofilologii (Poznań) - Magisterium na kierunku Lingwistyka stosowana, specjalność nauczycielsko-tłumaczeniowa, Uniwersytet Warszawski, Instytut Lingwistyki Stosowanej (Varsovie) (2014-2019) |
| Portugal    | Mestrado em Tradução e Serviços Linguísticos, Universidade do Porto, Faculdade de Letras (Porto) |
| Roumanie    | Masterat European de Traductologie-Terminologie, Babes-Bolyai University, Department of Applied Modern Languages (Cluj-Napoca) |
| Royaume-Uni | - MA in Translation in a European Context, Aston University, School of Languages and Social Sciences (Birmingham) - MA in Translation Studies, Durham University, School of Modern Languages and Cultures (Durham) - MA in Translation, University of Surrey, Department of Languages and Translation Studies (Guildford) - MSc in Scientific, Technical and Medical Translation with Translation Technology (MscTrans), Imperial College London, Department of Humanities (Londres) - MA Applied Translation Studies, London Metropolitan University, Faculty of Humanities, Arts and Languages (Londres) - MA in Audiovisual Translation, Roehampton University, Department of Media, Culture and Language (Londres) - MA in Technical and Specialised Translation - MA in Translation and Linguistics - MA in Translation and Interpreting - MA in Bilingual Translation, University of Westminster, Department of Modern Languages (Londres) (?-2014) - MA in Translation and Interpreting Studies, University of Manchester, School of Languages, Linguistics and Cultures (Manchester) - MA in Translation Studies, University of Portsmouth, School of Languages and Area Studies (Portsmouth) - MA in Translating, University of Salford, School of Languages (Salford) - MA in Professional Translation (MAPT) , Swansea University, School of Arts and Humanities (Swansea) - MA in Translation Studies, University of Birmingham, College of Arts and Law, School of Languages, Cultures, Art, History and Music (2014-2019) - MA in Translation Studies, University of Hull (2014-2019) - MA Applied Translation Studies (MAATS), University of Leeds, School of Modern Languages and Cultures, Centre for Translation Studies |
| Slovaquie   | Prekladateľstvo a tlmočníctvo (AJ, NJ, RJ), Univerzita Konštantína Filozofa, Department of Translation Studies (Nitra) |
| Slovénie    | Drugostopenjski magistrski študijski program Prevajanje, University of Ljubljana, Department of Translation (Ljubljana) |
| Suisse      | - Maîtrise universitaire en traduction, École de traduction et d'interprétation, Université de Genève - statut d'observateur - Masterstudiengang Angewandte Linguistik mit Vertiefung in Fachübersetzen, Zurich University of Applied Sciences - statut d'observateur - (2014-2019) |